# Portesham
Portesham är en ort och civil parish i Storbritannien.   Den ligger i kommunen Dorset och riksdelen England, i den södra delen av landet, 200 km sydväst om huvudstaden London. Portesham ligger 75 meter över havet och antalet invånare är 685.
Terrängen runt Portesham är platt åt sydost, men åt nordväst är den kuperad. Havet är nära Portesham åt sydväst. Runt Portesham är det ganska tätbefolkat, med 86 invånare per kvadratkilometer. Närmaste större samhälle är Weymouth, 9,6 km sydost om Portesham. Trakten runt Portesham består i huvudsak av gräsmarker.